# Elisabeth Tryde
Elisabeth Tryde var en dansk botaniker.
Hun forfattede den meget populære "Dansk Skoleflora – Vejledning til Bestemmelse af de almindeligst forekommende Blomsterplanter og højere Sporeplanter", der først udkom i 1900 og efterfølgende i mange reviderede udgaver (senest 11. udg. 1939).